# Sadomasochismo nella fiction
Il ruolo di sadismo e masochismo nella fiction ha attratto l'attenzione di vari studiosi: lo psichiatra e saggista letterario Anthony Storr ha commentato che la crescita esponenziale del volume di produzione di pornografia sadomaso dimostra che l'interesse nei riguardi di tali pratiche è oramai capillarmente diffuso all'interno della società occidentale; John Kucich ne rileva soprattutto l'importanza avuta nella narrativa dell'impero britannico per tutto il XIX secolo e l'epoca vittoriana in particolare.

## Breve introduzione

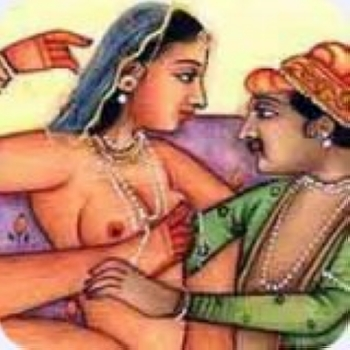
Illustrazione tratta dal Kamasutra

Uno dei primi esempi di descrizione di flagellazione erotica presenti nella letteratura antica occidentale è da ricercare nel sesto libro delle Satire del poeta latino Giovenale; successivamente anche Petronio Arbitro nel suo Satyricon spiega che l'eccitazione sessuale viene aiutata da una buona frustata.
Ma anche nel testo indiano Kāma Sūtra (il Sutra di Kama quindi), opera tutta incentrata sull'erotismo e presumibilmente scritta da Vatsyayana nel II-III secolo, vengono descritti - tra gli altri - anche quei particolari tipi d'incontro amoroso in cui si fa uso di "dolce violenza": vengono pertanto elencate le zone del corpo da colpire (guance, interno coscia, sedere etc) e le pratiche da adottare (mordere, colpire con vari strumenti e graffiare); percepite come piacevoli solo se vi è pieno consenso del partner, sottolinea l'autore. Da questo punto di vista il Kamasutra è stato con molta probabilità il primo testo scritto che elenca pratiche sadomaso.
La lista seguente presenta le apparizioni di tematiche sodamasochiste nelle opere di letteratura (narrativa e poesia), nel cinema, in televisione, a teatro, in musica e nell'opera lirica.

## Romanzi e novelle

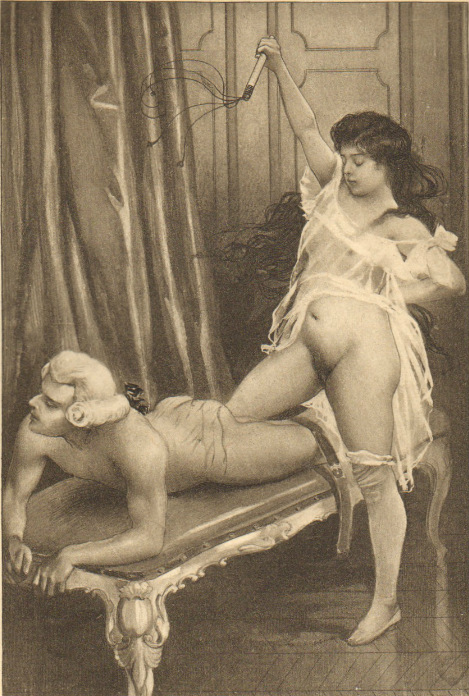
Fanny prende a scudisciate sul sedere Mr. Banville

### XVII-XVIII secolo

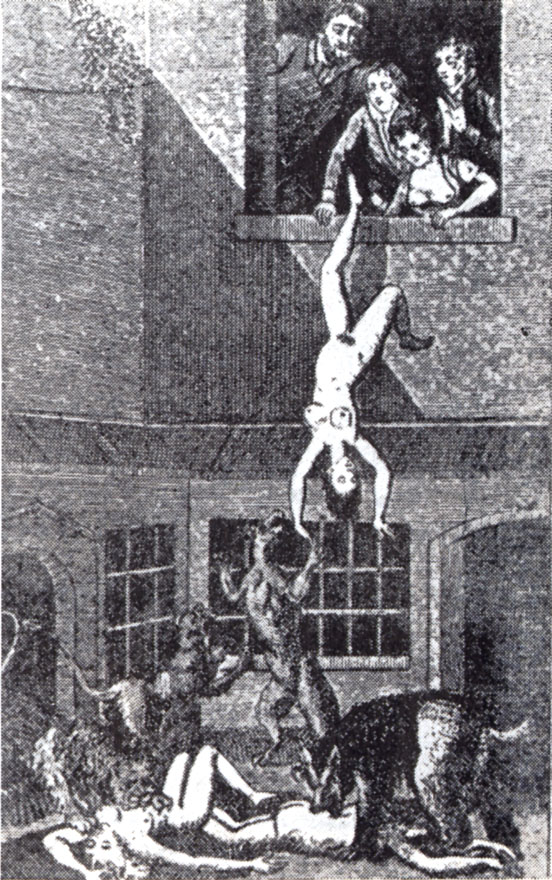
Illustrazione dalla Justine di De Sade

- 1660: Aloisiae Sigaeae, Toletanae, Satyra sotadica de arcanis Amoris et Veneris di Nicolas Chorier.

Tradotto in inglese in varie edizioni sotto il titolo A Dialogue between a Married Woman and a Maid (Dialogo tra una donna sposata e una cameriera), la storia narra delle istruzioni sessuali che una donna adulta e sposata dà ad una giovinetta, la propria cameriera poco più che adolescente; tra gli altri vengono raccomandati i benefici spirituali ed erotici dati da una buona fustigazione.
- 1748: Thérèse philosophe, anonimo ma attribuito a Denis Diderot

Brani riguardanti la flagellazione da parte di un vecchio prete su di una giovane adolescente.
- 1749: Fanny Hill. Memorie di una donna di piacere di John Cleland.

Qui vengono descritte le reciproche flagellazioni svoltesi tra Fanny, la giovane prostituta inglese protagonista della storia, ed alcuni tra i suoi più rinomati clienti; la sanguinolenta pratica è tra quelle comprese nella lista degli afrodisiaci destinati a migliorare le prestazioni sessuali sia degli uomini che delle donne.
- 1750 ca.: Fashionable Lectures: composed and delivered with Birch Discipline[13].

Libro pornografico sul tema della flagellazione eseguito dalle donne poste in posizione di autorità e dominio sugli uomini.
- 1785-97: Le 120 giornate di Sodoma, La nuova Justine, La filosofia nel boudoir e Juliette.

Tutte opere del Marchese de Sade (soprannominato dai suoi estimatori il "divino marchese") il quale descrive in maniera estrema la propria prospettiva sadica nei confronti dell'umanità e della vita in genere.
- 1798: Anti-Justine o le delizie dell'amore di Restif de la Bretonne (dal cui nome deriva il termine retifismo).

Romanzo erotico scritto in risposta alle opere di De Sade ed in maniera del tutto simile, ma descrivendo però il punto di vista politico opposto.

### XIX secolo
- 1828: The Lustful Turk, or Lascivious Scenes from a Harem, romanzo epistolare di genere erotico anonimo.

Pubblicato inizialmente in Inghilterra, venne maggiormente conosciuto a seguito della ristampa effettuata nel 1893; questa storia di sesso e sadismo consiste in gran parte di una serie di lettere scritte dalla sua eroina, la giovane e bella Emily Barlow, dopo essere tata rapita dai pirati moreschi ed esser stata tenuta prigioniera in un harem algerino.
Il film The Lustful Turk girato nel 1968 e facente parte della serie Sexploitation si basa sul romanzo.
- 1830: Exhibition of Female Flagellants.

Pubblicato dall'avvocato britannico, nonché editore pornografo, George Cannon ed attribuito (probabilmente falsamente) a Theresa Berkley; l'attività principale che ne viene descritta è, anche qui, la flagellazione, soprattutto da parte di donne verso altre donne. Scritto in uno stile teatrale di esibizionismo feticistico, è stato ripubblicato nel 1872 dal bibliofilo John Camden Hotten.
- 1866: The New Ladies' Tickler, or Adventures of Lady Lovesport and the Audacious Harry di Edward Sellon.

Si parla di flagellazione ed incesto tra lesbiche.
- 1866: The Romance of Chastisement (lett. Il romanzo del castigo) di St George Stock, probabilmente uno pseudonimo[25].

Raccolta storico-pornografica anonima sul tema della flagellazione dall'epoca di San Giorgio in poi; viene ripubblicato nel 1902 dall'editore di libri erotici Charles Carrington sotto il titolo The Magnetism of the Rod or the Revelations of Miss Darcy (lett. il piacere della frusta o le confessioni di Miss Darcy).
- 1867: Revelries! and Devilries!!.

L'opera si dice esser stata il risultato della collaborazione tra quattro studiosi di Oxford e un ufficiale dell'esercito; è una raccolta di racconti il cui tema centrale è il sadismo.
- 1868[28][29][30]: Personal Recollections of the Use of the Rod (lett. Ricordi personali sull'uso della frusta) di "Margaret Anson" , pseudonimo dell'autore scozzese James Glass Bertram.

Qui l'io narrante è femminile e sia gli autori che le vittime sono donne; è stato pubblicato in francese nel 1901 sotto il titolo  Une société de flagellantes. Réminiscences et révélations d'une soubrette de grande maison  con illustrazioni di Martin van Maële.
- 1868: Flagellation & the Flagellants: A History of the Rod di "Rev. William Cooper", ancora una volta si tratta in realtà di James Glass Bertram[30] è il seguito del precedente e diventa un best seller dell'epoca[32][33].

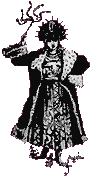
Immagine da Venere in pelliccia di Sacher-Masoch

- 1870: Venere in pelliccia di Leopold von Sacher-Masoch.

Si tratta in parte di un Romanzo autobiografico in cui il protagonista è un uomo che incoraggia la propria amante a maltrattarlo ed asservirlo. Ma anche in molte altre tra le opere dello scrittore austriaco sono contenuti temi di forte sadomasochismo e dominanza femminile, sia psicologica che fisica, sul maschio.
- 1873-6: The Romance of Lust.

Romanzo anonimo pornografico pubblicato in quattro volumi da William Lazenby; include la flagellazione ad opera di una governante, assieme a tutta un'altra varietà di attività sessuali tra cui spiccano incesto, orgia, masturbazione, lesbismo, fellatio, cunnilingus, sesso anale sia eterosessuale che omosessuale, ed infine anche doppia e multipla penetrazione.
- 1876: The Convent School, or Early Experiences of A Young Flagellant  (lett. La scuola del convento o le prime esperienze di una giovane flagellante) di "Rosa Coote", pseudonimo dell'autore ed editore William Dugdale[38].

Vengono narrate le disavventure di una giovane donna che finisce con l'essere ripetutamente frustata e sottoposta a tortura da due uomini.
- 1878-9: Experimental Lecture di un certo "Colonel Spanker" e pubblicato da Charles Carrington[40].

Tratta il tema del sadismo e della flagellazione; il colonnello protagonista della storia possiede una grande casa a Park Lane dove conduce le giovani donne che ha fatto rapire e qui, le sottopone a sevizie inenarrabili assieme ad altri suoi adepti (umiliazione erotica e frustate in primis) per finire col subire violenza sessuale.
- 1879-80: Miss Coote's Confession, romanzo epistolare anonimo pubblicato inizialmente sulla rivista pornografica "The Pearl".

Si occupa di flagellazione e in generale di punizione corporale sia in casa che a scuola.
- Ne I fratelli Karamazov di Fëdor Dostoevskij, al cap. VIII viene citato il "divino marchese": Non c'è nulla che ci piaccia così tanto come il condannare le ragazze alla bastonatura, e la bastonatura la facciamo sempre eseguire dai giovanotti. A quella che oggi ha bastonato, il giovanotto domani va a chiedere amore: è quindi una pratica molto ben adatta e favorevole alle ragazze. Che razza di marchesi de Sade, eh?"[50][51] Anche in altre opere dell'autore russo, come ad esempio in Umiliati e offesi, viene ripetutamente citato De Sade.
- 1882: The Mysteries of Verbena House, o Miss Bellasis Birched for Thieving di "Etonensis"
- 1888: The Whippingham Papers.

Una raccolta di racconti e versi riguardanti la flagellazione erotica; contiene anche una poesia attribuita a Algernon Swinburne.
- 1890: First Training, noto anche come Clara Birch.

Vi si racconta il passaggio di un'adolescente inglese alla maturità sessuale e alle sue prime esperienze in questo campo; sotto la tutela della sua imperiosa matrigna, la voluttuosa Clara impara così a fare tutto ciò che è maggiormente atto a favorire il proprio piacere sessuale.
- 1891: The Yellow Room. Romanzo anonimo ma generalmente attribuito a "M. Le Comte Du Bouleau" alias Stanislas Matthew de Rhodes[53].

Una giovane diciottenne viene severamente educata ed abituata alla disciplina della frusta dallo zio e dalla zia.
- 1892: Gynecocracy: A Narrative of the Adventures and Psychological Experiences of Julian Robinson di un certo "Viscount Ladywood"[55][56].

L'autore racconta le frequenti punizioni subite quand'era un ragazzo adolescente ad opera della governante a cui viene inviato, assieme a tre cugine, dopo esser stato sorpreso a letto in compagnia della giovane domestica di casa. Qui, dopo esser stato sottoposto ad una prima durissima sculacciata e schiaffeggiato dalle forti mani della donna, viene costretto ad indossare costantemente abiti femminili e a cambiar il proprio nome; da quel momento Julian divenuto Julia comincia a "tremare di paura al solo sentire il fruscio di una sottoveste".
- 1893: The Confessions of Georgina.

Una storia di schiavitù e dominio che satireggia l'ipocrita morale vittoriana del tempo.
- 1894: Raped on the Railway: a True Story of a Lady who was first ravished and then flagellated on the Scotch Express (lett. Violentata sulla ferrovia: storia vera di una donna prima rapita e poi flagellata sullo Scotch Express) di anonimo[57][58][59][60][61][62] e pubblicata da Charles Carrington[63].
La trama potrebbe anche riecheggiare ed essere stata ispirata al caso reale del colonnello Valentine Baker condannato nel 1875 ad un anno di carcere con l'accusa di offesa al pudore per aver aggredito sessualmente una donna in un treno[57]. Ne è stato tratto anche un adattamento/plagio statunitense[64][65][66] ambientato a New York[67].

Una donna sposata viene violentata da uno sconosciuto in uno scompartimento ferroviario rimasto bloccato (Tòpos comune dell pornografia vittoriana) e alla fine ne prova piacere; in seguito è frustata a sangue come punizione proprio per il fatto di aver avuto un orgasmo durante lo stupro.

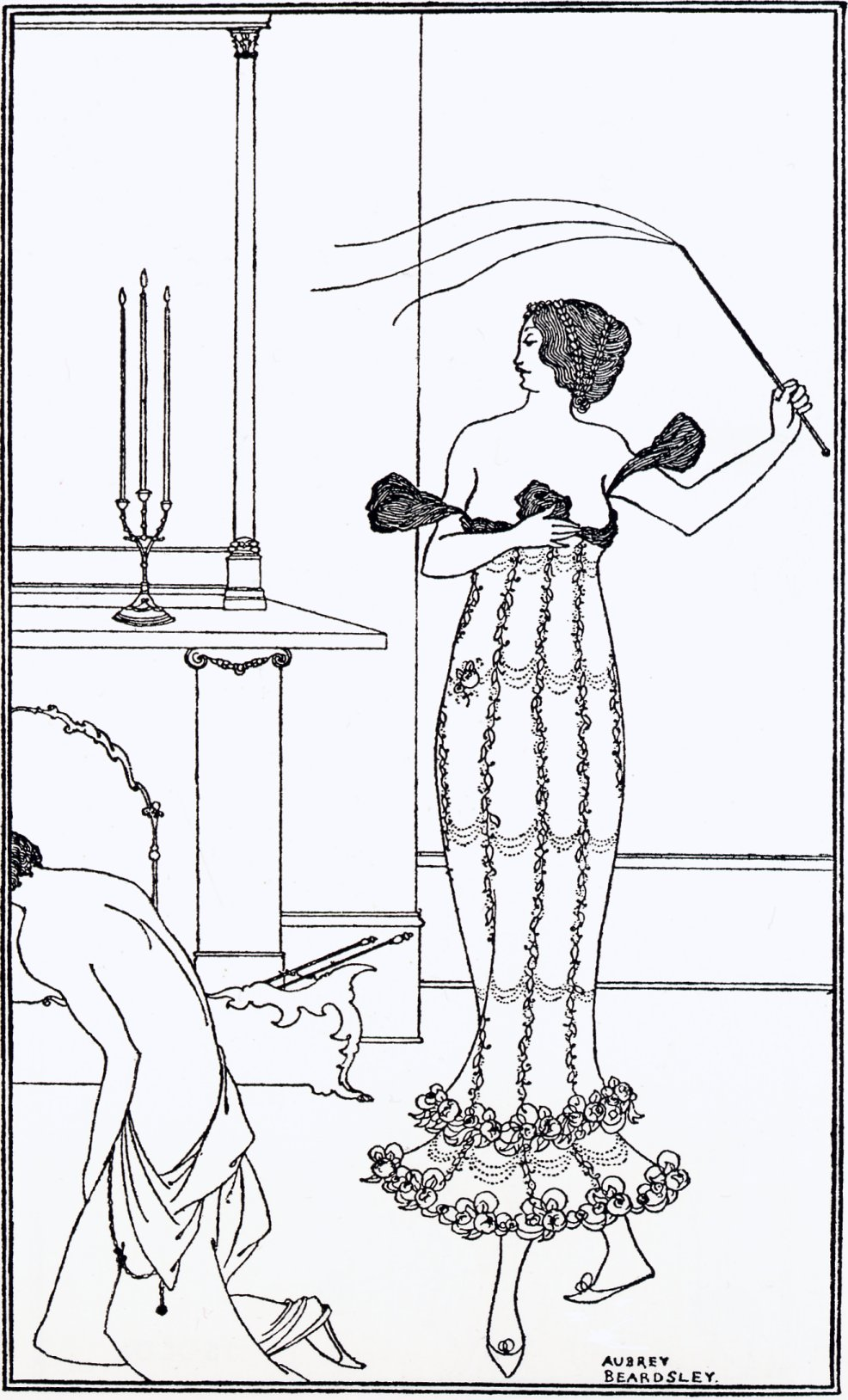
Frontespizio di Earl Lavender, incisione di Aubrey Beardsley

- 1895: A Full and True Account of the Wonderful Mission of Earl Lavender (lett. Un resoconto completo e vero della meravigliosa missione di Earl Lavender) del poeta scozzese John Davidson.

Si tratta di un burlesque sul movimento del decadentismo molto presente e attivo in quegli anni; la storia racconta le varie esperienze di whipping e caning a cui viene sottoposto il giovane protagonista in vari club sadomaso privati.
- 1896: Tales of Fun and Flagellation di una certa "Lady Gay Spanker"[71].

Una varia collezione di aneddoti e storie riguardanti lo spanking e molti altri differenti tipologie di flagellazione.
- 1898: The Petticoat Dominant o Woman's Revenge – The Autobiography of a Young Nobleman (lett. La vendetta della donna. Autobiografia di un giovane nobile).

Un giovane maschio sottomesso da una donna viene costretto ad indossare biancheria intima femminile.
- 1899: Il giardino dei supplizi di Octave Mirbeau.

Un esame allegorico della società occidentale e della condizione umana.
- 1899: The Memoirs of Dolly Morton : The Story of A Woman's Part in the Struggle to Free the Slaves (lett. Le memorie di Dolly Morton: la storia di una donna in lotta per la liberazione degli schiavi. Col sottotitolo "un rendiconto delle frustate, stupri, e violenze che hanno preceduto la guerra civile in America, con curiose osservazioni antropologiche sulle diversità radicali nella conformazione dei fondoschiena femminili e sui diversi modi in uso all'interno della società per punire le donne"). Pubblicato anonimo, l'autore è con tutta probabilità Hugues Rebell[73] o in alternativa Charles Carrington[74]; rieditato a Philadelphia nel 1904[75].
- 1899: Lashed into Lust: The Caprice of a Flagellator.

Romanzo francese anonimo ristampato nel 1908 con "James Lovebirch" come autore

### XX secolo
- 1902: "Frank" and I, romanzo anonimo pornografico sul tema del piacere dato dalla fustigazione.

Un giovanotto ricco e molto amante di caning e birching prende con sé Frank, un ragazzo quattordicenne orfano incontrato per la strada, con l'intento di educarlo a colpi di periodiche frustate e bastonature a sangue; questi però poco dopo si rivela essere una ragazza travestita da maschio, che accetta con gioia sottomessa le punizioni.
- 1902: La Femme et son maître (lett. La donna e il suo padrone) di Jean de Villiot, pseudonimo di Georges Grassal alias Hugues Rebell.

Un romanzo di flagellazione erotica. Tradotto in inglese due anni dopo da Charles Carrington.
- 1903:  La Maitresse et l'Esclave  (lett. La padrona e lo schiavo).

Uno studio di dominazione femminile e sadomasochismo; un uomo d'affari di classe superiore viene prima rapito e poi brutalizzato per la strada da una ragazza parigina.
- Tra il 1903 e il 1909 sono usciti in forma semi clandestina tutta una serie di libriccini sul tema masochistico del piacere dato dal venire frustati il cui autore è un certo " Charles Sackville" di cui nulla si conosce; stampati esclusivamente per abbonati venivano poi inviati a Londra e Parigi. I titoli sono:Maud Cameron and her Guardian, Two Lascivious Adventures of Mr. Howard – A continuation of Maud Cameron and her Guardian, The Amazing Chastisements of Miss Bostock, Three Chapters in the Life of Mr. Howard, Whipping as a Fine Art – Being an Account of Exquisite and Refined Chastisement Inflicted by Mr. Howard on Grown-up Schoolgirls.
- 1905: Birch in the Boudoir e ristampato nel 1989 col titolo Beauty in the Birch.

Uno scambio di lettere tra un giovane maestro (riguardanti le esperienze disciplinari di punizioni corporali nelle scuole fatte in un istituto inglese per ragazze ribelli) e una donna rinchiusa in un harem arabo.
- 1906: La Flagellation Passionnelle di "Don Brennus Aléra", pseudonimo di Paul Guérard. L'autore tra il 1906 e il 1936 ha scritto ed illustrato circa 100 romanzi storici e contemporanei sul tema della fustigazione, del travestitismo
- 1907: Le undicimila verghe del poeta francese Guillaume Apollinaire. Il pittore spagnolo Pablo Picasso affermava che questo fosse il miglior libro che avesse mai letto in tutta la sua vita[77].

Scandaloso per l'efferatezza dei fatti raccontati, dove non è difficile trovare l'influenza della letteratura libertina settecentesca, con de Sade in testa. Non manca nulla: ipersessualità, pederastia, sodomia, lesbismo, onanismo, voyeurismo, feticismo, sadomasochismo, pedofilia, gerontofilia, zoofilia, coprofilia, necrofilia, il tutto condito con orge, stupri e omicidi.
- 1907: Sadopaideia (sottotitolo "Sulle esperienze di Cecil Prendergast laureando dell'Università di Oxford le quali mostrano come egli sia stato guidato attraverso i sentieri piacevoli del masochismo e alle gioie supreme del sadismo") scritto e pubblicato in due volumi da mano anonima. Anthony Storr lo attribuisce al poeta inglese Algernon Swinburne[78].

Racconto di un uomo che sperimenta sia il dominio che la sottomissione.
- 1907: The Beautiful Flagellants of New York.

Segue le avventure occorse da un intrepido viaggiatore da Chicago a Boston a New York; pubblicato originariamente in tre volumi, uno per ogni città.
- 1907: Nos Belles flagellantes di Aimé Van Rod. Autore francese di decine di romanzi di flagellazione, tra cui Nouveax Contes de Fouet (1907), Le fouet conjugal (1908), Le Fouet dominateur ou L'École des vierges e Les Mystéres du Fouet (1909), The Humiliations of Miss Madge (1912), Les Malheurs de Colette (1914), Visites fantastiques au pays du fouet (1922), Le Precepteur (1923), Memories d'une Fouettee e altri.
- 1908 (?): The Way of a Man with a Maid (lett. La vita di un uomo con la sua cameriera), pubblicato per la prima volta in terra francese in data e da autore sconosciuti.

Un romanzo in tre volumi concernente rapimenti, sesso e sadismo; ristampato spesso in volume unico sotto il titolo A Man with a Maid. Adattato per il cinema nel 1975 in una commedia erotica intitolata What the Swedish Butler Saw.
- 1908: La Comtesse au fouet di Pierre Dumarchey (Pierre Mac Orlan)[80].

La storia di una dominatrice crudele che trasforma l'eroe maschile in un uomo-cane (vedi pony-play). Sotto lo pseudonimo di "Miss Sadie Blackeyes" l'autore ha scritto innumerevoli romanzi popolari sulla flagellazione come Baby douce fille (1910), Miss (1912, sottotitolo: Le memorie di una giovane donna di qualità contenente ricordi di disciplina subita in collegio e dettagli intimi dei suoi innumerevoli castighi), Petite Dactylo et autres textes de flagellation (1913); mentre come anonimo ha scritto anche Le Masochisme en Amérique: Recueil des récits et impressions personnelles d'une victime du féminisme (1905).
- 1908: Éducation Anglaise di Lord Kidrodstock. Un testo tutto caratterizzato da crossdressing e flagellazione.

Ragazzi e ragazze in un collegio inglese sono tutti costretti a vestirsi allo stesso modo in abiti femminili; essi ricevono la loro formazione mediante una disciplina consistente in stretti corsetti, stivali a tacco alto etc., l'insieme rafforzato da frequenti applicazioni della frusta e del ramo di betulla (birching) sui loro fondoschiena. Illustrato con dieci disegni di Del Giglio.
- 1908: Coups de Fouet di un certo "Lord Birchisgood"[81], autore anche di Le Tour d'Europe d'un flagellant (1909)[82] e altri titoli tutti sullo stesso tenore.

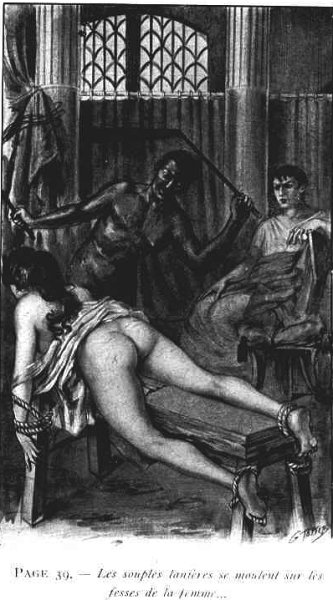
Illustrazione di un libro di Jean de Virgan rappresentante una fustigazione nell'antica Roma

- 1909:  Flagellees di Jean de Virgans.
- 1910: Les Cinq fessées de Suzette di " James Lovebirch" e pubblicato per la prima volta a Parigi. Con lo stesso nome son stati pubblicati molte altre storie popolari di flagellazione come L'Avatar de Lucette, Peggy Briggs, Au Bon Vieux Temps (tutti nel 1913), e The Flagellations of Suzette (1915)[83].
- 1912: Qui Aime Bien di Jacques d'Icy, pseudonimo dell'artista Louis Malteste[84] ed illustrato dallo stesso. Scrittore di molti libri sulla fustigazione erotica e lo spanking quali Chatie Bien (1913), Monsieur Paulette et Ses Epouses (1921), Paulette Trahie (1922), Brassée de faits (1925), Les Mains Chéries (1927) e altri.
- 1913: Fred: The True History of a Boy Raised as a Girl (lett. Fred: La vera storia di un ragazzo cresciuto come una ragazza) di Don Brennus Alera, pseudonimo di Paul Guérard.

Storia classica riguardante le umilianti punizioni subite da un adolescente maschio costretto ad indossare un abbigliamento femminile.
- 1914: Récits Piquants, chaudes aventures: scènes de féminisme di un certo "Gilbert Nates" ed illustrato da G. Topfer.

Raccolta francese riguardante vari episodi riguardanti la fustigazione; qui le punizioni vengono inferte esclusivamente da donne adulte, mentre le vittime sono giovani maschi e femmine poco più che adolescenti ed in molti casi le vittime di sesso maschile sono costrette ad indossare abiti femminili.
- 1920: Two Flappers in Paris di un certo "A. Cantab.".

Due giovani donne in visita a Parigi vengono attratte in un bordello per flagellanti.
- In Ulisse (1918-20, 1922) James Joyce impiega varie tematiche correlate al masochismo[83], in particolare nella sezione intitolata "Circe" la quale ha molteplici allusioni a Venere in pelliccia[85].
- 1922: Esclaves Modernes di Jean de Virgans, illustrato da Gaston Smit.

Insolito racconto di rovesciamento di potere in cui donne europee bianche vengono sistematicamente maltrattate e stuprate dai nativi africani neri.
- 1924: The Metamorphosis of Lisette Joyaux di anonimo.

Scritto e pubblicato in inglese, il romanzo è però ambientato in terra francese; narra la formazione della giovane e bella Lisette, indottrinata ai piaceri del lesbismo e della punizione corporale da cinque donne le quali impiegano speso e volentieri su di lei la corda, la canna (caning) e la betulla.
- 1924: The Story of Monique.

Scritto anonimo che esplora i rituali clandestini di una società segreta e gli incontri scandalosi rivelanti riti sessuali a cui Monique, la giovane protagonista, viene invitata a partecipare (e a cui lei prontamente acconsente).
- 1928: Storia dell'occhio di Georges Bataille

Descrive le sempre più bizzarre perversioni sessuali compiute da una coppia d'amanti adolescenti.
- 1928: Belle de Jour. Romanzo da cui è stato tratto il film di Luis Buñuel Bella di giorno.[86][87]. Il masochismo è importante per Bunuel, che è stato in grado di catturare su pellicola questo ruolo come forma di rivolta contro la convenzionalità e la mediocrità della stessa natura umana.[86][87]

Racconta la storia di una signora borghese che comincia a recarsi in un bordello per soddisfare il proprio desiderio masochista, di cui il marito non è a conoscenza e che non può colmare; è la storia di una ricerca, il viaggio iniziatico che si sente ansiosa di essere posseduta con la forza e desiderata niente altro che come oggetto sessuale.
- 1930: Le Dressage de la Maid-Esclave di Bernard Valonnes, pseudonimo di Paul Guérard.

Storia in due volumi riguardante delle donne formate come slave e pony-play.
- 1931: Dresseuses d'hommes.

Una storia di uomini dominati e puniti dalle donne.
- 1932: Sous la tutelle di René-Michel Desergy. Storia di fustigazione, spanking e clistere. L'autore ha prodotto numerosi romani sul tema della sculacciata e della flagellazione, tra cui Trente Ans (1928), Severe Education (1931), Diana Gantee (1932), e Chambrieres De Haute Ecole (1934).
- 1933: Memoirs of a Dominatrice di Jean Claqueret. Autore francese di molti romanzi sullo spanking tra cui Clotilde et Quelques Autres (1935), Humiliations chéries (1936), Pantalons sans défense (1938) e altri.
- 1938: La Volupté du Fouet (lett. Il piacere della frusta) di Armand du Loup, illustrato dal fumettista francese Étienne Le Rallic sotto lo pseudonimo di R. Fanny.

L'anello consegnato ad O che la identifica come una delle ragazze di Roissy, in Histoire d'O

- 1953: Il castello dell'inglese di André Pieyre de Mandiargues.
- 1954: Histoire d'O di Pauline Reage.

Per dimostrare all'amante tutto l'amore nei suoi confronti, la protagonista si sottopone ad un periodo di segregazione all'interno di un castello dove viene ripetutamente sottoposta a flagellazione e "stupro consensuale" da un gruppo di uomini; più tardi, dopo aver ripreso la sua vita normale, diventa "oggetto di proprietà" di un amico dell'amante e si lascia da questi marchiare a fuoco sul sedere con le sue iniziali. Ne è stata tratta una pellicola cinematografica nel 1975.
- 1955: The Whip Angels di XXX-Selena Warfield, pseudonimo di Diane Bataille, seconda moglie dello scrittore francese Georges Bataille[88]. Pastiche di romanzo erotico in stile vittoriano.
- 1956: L'immagine (L'Image) di Jean de Berg, pseudonimo di Catherine Robbe-Grillet. Nel 1975 dal romanzo è stato tratto il film The Image.
- 1957: The Passionate Lash or The Revenge of Sir Hilary Garner di "Alan Mac Clyde", pseudonimo di Patrick Garnot.
- 1958: The Ordeal of the Rod di "Bernard R. Burns"[89].
- 1960: The English Governess (La governante inglese, rivisto nel '67 come Harriet Marwood, Governess) di John Glassco[90] sotto lo pseudonimo di "Miles Underwood"[91].
- 1966: Ma mère, romanzo incompiuto di Georges Bataille pubblicato postumo. Ne è stato tratto un film omonimo nel 2004.

Si racconta una storia di incesto e sadomasochismo tra Huppert, una donna attraente ma tormentata e sessualmente ossessionata, ed il figlio diciassettenne emotivamente dipendente da lei. La madre apre al ragazzo, iniziato sessualmente grazie all'aiuto di un'amante lesbica, un mondo di anticonformismo e libertà erotica; la storia, rimasta in sospeso, si conclude mostrando l'adolescente che si masturba guardando il corpo della madre.
- 1966: Gordon di Edith Templeton.

Una donna, nella Londra dell'immediato dopoguerra cade in un intenso rapporto di sottomissione con uno psichiatra.
- 1966: The Master Spanker di Edward Landon; ma anche Venus In Bondage (1969) di Lurene Jones, e Margo Lee: Diary of a Teenage Sado-Masochist (1969) di Red Young. Esempi rappresentativi delle centinaia di romanzi pulp di tipo S & M fatti pubblicare durante gli anni '60 da varie case editrici statunitensi.
- 1967: 
  - Gor di John Norman, primo di una serie di 27 romanzi fantascientifico-erotici ambientati sul pianeta Gor; ha generato nella sottocultura sadomaso dei seguaci che si definiscono goreani. Le storie descrivono un'elaborata cultura sessuale basata sulla relazione tra master e slave.
  - Scacco alla regina di Renato Ghiotto.
- 1969: Je... Ils... i Arthur Adamov.

Il masochismo viene considerato un'immunizzazione contro la morte, ma che non mira all'eccitazione sessuale.
- 1969: Hogg (pubblicato solo nel 1995) di Samuel R. Delany.
- 1970: The Marquesa de Sade: Erotic Mistress of Exquisite Evil di un certo "Joseph LeBaron". Tratto da un film omonimo.
- 1973: L'arcobaleno della gravità di Thomas Pynchon.
- 1975: La belle captive di Alain Robbe-Grillet da cui è stato tratto il film omonimo diretto dallo stesso autore.
- 1976: 
  - Memoirs of a Slave di Rene Michel Desergy. Tipico esempio di libri e riviste fetish dell'editore "Janus" prodotti negli anni '70.
  - Pagan Sex Orgy di Randy Palmer. Copertina e illustrazioni di Bill Ward. Riflette tra l'altro la rinascita dell'occultismo i libri e film.
- 1978: 
  - Ricordi del triangolo d'oro (Souvenirs du triangle d'or) di Alain Robbe-Grillet
  - 9½ Weeks, romanzo erotico semi-autobiografico da cui è stato tratto il film omonimo del 1986.[87]
- 1983: The Correct Sadist di Terence Sellers.

Vengono qui invertiti i ruoli di dominazione-sottomissione presenti in Histoire d'O, per creare un mito di potere post-femminista.
- 1983: La pianista di Elfriede Jelinek, da cui è stato tratto nel 2002 un film omonimo.

Erika, insegnante di pianoforte sessualmente ed emotivamente repressa per colpa della madre, sviluppa un'intensa attrazione per il sadomasochismo finendo con l'entrare in una relazione di questo tipo con un suo studente, Walter.
- 1983-86: la narrazione sadomasochista di Anne Rice include The Sleeping Beauty Trilogy (scritti con lo pseudonimo di AN Roquelaure), Exit to Eden (da cui è stato tratto un film nel 1994) e Belinda. Commento dell'autrice: "Io non pratico queste fantasie, ma se si voleva creare qualcosa sul bondage e la dominazione, perché non farlo sul serio, e non presentarlo come uno scherzo?"[87].

In Exit to Eden si racconta, in chiave moto romanzata, il mondo della dominazione femminile (femdom), della sottomissione in generale e delle fantasie sadomaso. Lisa Kelly gestisce un resort privato dedicato a soddisfare i gusti di clienti facoltosi; tra aste di schiavi messi in vendita e scene di addestramento di slave, punizione corporale e masochismo e prostituzione d'alto bordo.
- 1986: The Hellbound Heart di Clive Barker.

Una vicenda di sadomasochismo con raccapriccianti e brutali rituali compiuti assieme ad entità demoniache. Da qui ha origine la serie di film Hellraiser.
- 1988: Ironwood di Don Winslow; primo romanzo di una serie. Seguito da Images of Ironwood, Ironwood Revisited, Master of Ironwood, The Many Pleasures of Ironwood e altri.

Un moderno pastiche in stile vittoriano che racconta le avventure di un giovane che diviene direttore di una rigida scuola inglese per signorine.
- 1988:: Macho Sluts di Pat Califia[96].
- 1990: Something Leather di Alasdair Gray.

Racconta tra l'altro di un'iniziazione all'attività sadomaso da parte di un gruppo di commesse di un negozio d'abbigliamento in pelle sito a Glasgow.
- 1991: American Psycho di Bret Easton Ellis.
- 1991: The Wet Forever di David Aaron Clark.

La storia di un rapporto sadomaso tra un truffatore di nome Janus e una mistress di nome Madchen.
- 1993: Le Lien di Vanessa Duriès.

Iniziazione alla perfetta condizione di slave da parte di una studentessa di college.
- 1997: Matriarchy: Freedom in Bondage di Malcolm McKesson, un autore di Art Brut. Uno studente universitario di Harvard è dominato dalla giovane amante e costretto a vestirsi da donna.
- 1999: Killing Me Softly di Nicci French. Nel 2003 il regista Chen Kaige ne ha tratto una versione cinematografica intitolata Killing Me Softly - Uccidimi dolcemente.

### XXI secolo
- La trilogia di romanzi di Mark Ramsden (1999-2001) è una serie cupamente comica di thriller dell'occulto, con varie scene di feticismo e BDSM.
- 2000-01: The Marketplace , serie di cinque romanzi di Laura Antoniou.
- 2001: Il dardo e la rosa di Jacqueline Carey. Un'opera appartenente di fatto alla narrativa fantasy, ma con forti tematiche sadomaso anche nei suoi sequel.
- 2005: Uomini che odiano le donne di Stieg Larsson. Un mistery-thriller che presenta scene di sadismo, sodomia e tortura. Anche i due film tratti dal libro raffigurano alcune tra le scene più controverse.
- 2006: Over the Knee di Fiona Locke, ex attrice feticista.

Un best seller semi auto-biografico sullo spanking.
- 2006: The Switch di Diane Whiteside.

Romanzo erotico in cui un uomo ipermascolino prova la felicità nella sottomissione ad una donna che pratica wrestling ed insieme esplorano la pratica BDSM del power exchange e il gioco della scossa elettrica.
- 2010: Ascendancy di Irene Clearmont.

Una donna sadica utilizza la costrizione alla castità per garantire il proprio potere sessuale e sociale.
- 2011: Cinquanta sfumature di grigio di E. L. James. Primo di una trilogia di romanzi, tutti incentrati sul sadomasochismo.
- 2011: Never the Face di Ariel Sands. La vicenda esplora la relazione dominante-sottomesso tra un uomo e una donna chiamata in tutto il corso della storia solo col nomignolo di "Bitch/cagna".
- 2011: PLAY di Jess C Scott.

Collezione di storie brevi sui temi sadomaso; tra le varie attività sono incluse anche la fantasia di stupro, il bondage, il "gioco del coltello" (forma consensuale di edgeplay sadomaso) e l'asfissia autoerotica.
- 2012: THE SIREN di Tiffany Reisz. Primo di una serie di romanzi tutti incentrati sulla vita di una femdom eccentrica e bella e i suoi vari amanti, tra cui vi è anche un prete cattolico e molti clienti facoltosi e potenti.

## Teatro
- 1872: Lady Bumtickler's Revels.
- 1947: Le serve di Jean Genet. Solange e Claire, due sorelle che lavorano come domestiche entrambe nella stessa casa, costruiscono elaborati rituali di dominazione-sottomissione quando la padrona è lontana.
- 1957: Il balcone, sempre di Genet. La maggior parte dell'azione si svolge in un esclusivo bordello, ove i clienti e il personale svolgono vari ruoli ad alta gradazione fetish.
- 1964: La persecuzione e l'assassinio di Jean-Paul Marat, rappresentato dalla compagnia filodrammatica dell'ospizio di Charenton sotto la guida del marchese de Sade di Peter Weiss. Quest'opera provocatoria e da alcuni ravvisata come nichilista si svolge contemporaneamente su diversi piani narrativi, coinvolgendo e turbando il pubblico, in una continua oscillazione fra il teatro di Antonin Artaud e quello di Bertold Brecht. Ne è stato tratto un film intitolato Marat/Sade diretto da Peter Brook.[98][99] Il Marchese, durante la sua reclusione nell'Ospizio di Charenton, decide di allestire uno spettacolo teatrale sull'assassinio di Jean-Paul Marat. Il tutto finisce nella sadica anarchia autodistruttiva dei malati di mente ricoverati.

## Cinema
Dalla lista vengono esclusi gli horror e gli splatter più espliciti, in quanto considerati come appartenenti a generi a parte.

### 1900
- Am Sklavenmarkt, regia di Johann Schwarzer - cortometraggio (1907)[100]

### Anni '20
- Saffo e Priapo, regia di Gabriellino D'Annunzio (1922)[101][102]
- Donna di mondo (A Woman of the World), regia di Malcolm St. Clair (1925)[103]
- Hu bian chun meng, regia di Bu Wancang (1927)

### Anni '30
- Schiavo d'amore (Of Human Bondage), regia di John Cromwell (1934)[104]

### Anni '60
- Il vizio e la virtù (Le vice et la vertu), regia di Roger Vadim (1962)[87][105]
- La frusta e il corpo, regia di Mario Bava (1963)
- Der Sittlichkeitsverbrecher, regia di Franz Schnyder - documentario (1963)
- Embrione (Taiji ga mitsuryô suru toki), regia di Kōji Wakamatsu (1966)
- I, Marquis de Sade, regia di Richard Hilliard (1967)
- Marat/Sade (Marat/Sade - The Persecution and Assassination of Jean-Paul Marat as Performed by the Inmates of the Asylum of Charenton Under the Direction of the Marquis De Sade), regia di Peter Brook (1966)
- Trans-Europ-Express, regia di Alain Robbe-Grillet (1966)
- I turbamenti del giovane Törless (Der junge Törless), regia di Volker Schlöndorff (1966)
- Bella di giorno (Belle de jour), regia di Luis Buñuel (1967)
- Justine, ovvero le disavventure della virtù (Marquis de Sade's Justine), regia di Jesús Franco (1967)[106]
- Kofun, regia di Toshio Okuwaki (1968)[107]
- Delirium (Necronomicon - Geträumte Sünden), regia di Jesús Franco (1968)[87]
- The Lustful Turk, regia di Byron Mabe (1968)
- I piaceri della tortura (Tokugawa onna keibatsu-shi), regia di Teruo Ishii (1968)
- La prigioniera (La prisonnière), regia di Henri-Georges Clouzot (1968)[108]
- De Sade, regia di Cy Endfield, Roger Corman, Gordon Hessler (1969)
- Femina ridens, regia di Piero Schivazappa (1969)
- La matriarca, regia di Pasquale Festa Campanile (1969)
- Gli orrori del liceo femminile (La residencia), regia di Narciso Ibáñez Serrador (1969)[109]
- Orgasmo, regia di Umberto Lenzi (1969)
- Philosophy in the Boudoir, regia di Jesús Franco (1969)[87]
- Scacco alla regina, regia di Pasquale Festa Campanile (1969)[110]
- Venere in pelliccia, regia di Massimo Dallamano (1969)[111]

### Anni '70
- De Sade 2000 (Eugénie) regia di Jesús Franco (1970)
- O Ritual dos Sádicos, regia di José Mojica Marins (1970)[87][112]
- Oltre l'Eden (L'Eden et apres) di Alain Robbe-Grillet (1970)
- Sadismo (Performance), regia di Donald Cammell e Nicolas Roeg (1970)
- La vestale di Satana (Les Lèvres rouges), regia di Harry Kümel (1971)
- I diavoli (The Devils), regia di Ken Russell (1971)[87][113]
- Improvvisamente, un uomo nella notte (The Nightcomers), regia di Michael Winner (1972)
- Frenzy, regia di Alfred Hitchcock (1972)[87][114]
- La cagna, regia di Marco Ferreri (1972)[115]
- L'ultima casa a sinistra (The Last House on the Left), regia di Wes Craven (1972)[116]
- Le lacrime amare di Petra von Kant (Die bitteren Tränen der Petra von Kant), regia di Rainer Werner Fassbinder (1972)
- Life Size (Grandezza naturale) (Grandeur nature), regia di Luis García Berlanga (1973)[87]
- Spostamenti progressivi del piacere (Glissment progresif du plaisir), regia di Alain Robbe-Grillet (1974)[87][117]
- La sculacciata, regia di Pasquale Festa Campanile (1974)[87][118]
- La dolcissima Dorothea (Dorothea's Rache), regia di Peter Fleischmann (1974)[87][119]
- Martha, regia di Rainer Werner Fassbinder (1974)[120]
- Ilsa la belva delle SS (Ilsa, She Wolf of the SS), regia di Don Edmonds (1974)[121][122]
- Storie immorali di Apollinaire (Les Onze Mille Verges), regia di Eric Lippmann (1974)[123][124].
- Il portiere di notte, regia di Liliana Cavani (1974)[87][125]
- Giochi di fuoco (Le jeu avec le feu), regia di Alain Robbe-Grillet (1975)
- Histoire d'O, regia di Just Jaeckin (1975)[87][126]
- Salò o le 120 giornate di Sodoma, regia di Pier Paolo Pasolini (1975)[127][128]
- The Image, regia di Radley Metzger (1975)
- Salon Kitty, regia di Tinto Brass (1976)[87]
- Ecco l'impero dei sensi (愛のコリーダ Ai no Korīda), regia di Nagisa Ōshima (1976)[129][130].
- Maîtresse, regia di Barbet Schroeder (1976)[87][131]
- Greta, la donna bestia (Haus ohne Männer), regia di Jesús Franco (1976)[132].[133]
- Quell'oscuro oggetto del desiderio (Cet obscur objet du désir), regia di Luis Buñuel (1977)[134].[135]
- Amori vizi e depravazioni di Justine (Cruel Passion), regia di Chris Boger (1977)[87][136]
- Sinfonia erotica (Sinfonía erótica), regia di Jesús Franco (1979)[137]

### Anni '80
- Masoch, regia di Franco Brogi Taviani (1980)
- Sadomania (El infierno de la pasión), regia di Jesús Franco (1980)
- La belle captive, regia di Alain Robbe-Grillet (1983)
- La donna in fiamme (Die flambierte Frau), regia di Robert van Ackeren (1983)
- Chikubi ni piasu o shita onna, regia di Shôgorô Nishimura (1983)[138]
- Gwendoline, regia di Just Jaeckin (1984)[139]
- Verführung: Die grausame Frau, regia di Elfi Mikesch e Monika Treut (1985)
- Velluto blu (Blue Velvet), regia di David Lynch (1986)
- Interno berlinese (The Berlin Affair), regia di Liliana Cavani (1986)[140]
- Matador, regia di Pedro Almodóvar (1986)[87][141]
- Kinbaku · SM · 18-sai, regia di Shûji Kataoka (1986)

### Anni '90
- Légami! (¡Átame!), regia di Pedro Almodóvar (1990)
- Luna di fiele (Bitter Moon), regia di Roman Polański (1992)[87]
- Tokyo Decadence  (トパーズ Topazu), regia di Ryū Murakami (1992)[87][142]
- Body of Evidence - Il corpo del reato (Body of Evidence), regia di Uli Edel (1993)[87][143]
- Exit to Eden, regia di Garry Marshall (1994)
- Il miele del diavolo, regia di Lucio Fulci (1994)[143][144]
- Spanking Love, regia di Shoji Tanaka (1994)
- Hustler White, regia di Bruce LaBruce (1996)
- Crash, regia di David Cronenberg (1996)[87]
- Bambola, regia di Juan José Bigas Luna (1996)[87][145]
- Selvaggia ossessione (Wildly Available), regia di Michael Nolin (1996)
- Tender Flesh, regia di Jesús Franco (1997)[143]
- Romance, regia di Catherine Breillat (1999)
- Tops & Bottoms, regia di Cristine Richey - documentario (1999)
- 8mm - Delitto a luci rosse (8mm), regia di Joel Schumacher (1999)
- Bugie (거짓말?, GeojinmalLR), regia di Jang Sun-woo (1999)

### Anni 2000
- Quills - La penna dello scandalo (Quills), regia di Philip Kaufman (2000)
- L'isola (Seom), regia di Kim Ki-duk (2000)[143]
- Ichi the Killer (殺し屋１ Koroshiya Ichi), regia di Takashi Miike (2001)[143]
- Beyond Vanilla, regia di Claes Lilja - documentario (2001)[146]
- La pianista (La pianiste), regia di Michael Haneke (2001)[147]
- Magdalene (The Magdalene Sisters), regia di Peter Mullan (2002)[148]
- Secretary, regia di Steven Shainberg (2002)[148][149][150]
- Surrender, regia di Katherine Brooks (2003)[143][151]
- Wir leben... SM!, regia di Gerhard Stahl - documentario (2003)[143][152]
- Bettie Page: Dark Angel, regia di Nico B. (2004)[143][153]
- Going Under, regia di Eric Werthman (2004)
- Ma mère, regia di Christophe Honoré (2004)
- Un año sin amor, regia di Anahí Berneri (2005)[148]
- Sin City, regia di Robert Rodriguez, Frank Miller e Quentin Tarantino (2005)[148][154]
- Šílení, regia di Jan Švankmajer (2005)[155]
- 24/7 - The Passion of Life, regia di Roland Reber (2006)[143]
- La scandalosa vita di Bettie Page (The Notorious Bettie Page), regia di Mary Harron (2006)
- La sottomissione di Mary (The Pet), regia di D Stevens (2006)[156]
- Verfolgt, regia di Angelina Maccarone (2007)
- Dorei, regia di Osamu Satô (2007)
- Báthory, regia di Juraj Jakubisko (2007)[157][158]
- Antichrist, regia di Lars von Trier (2009)
- Uomini che odiano le donne (Män som hatar kvinnor), regia di Niels Arden Oplev (2009)

### Anni 2010
- Nymphomaniac, regia di Lars von Trier (2013)[159][160][161][162].
- Venere in pelliccia (La Vénus à la fourrure), regia di Roman Polański (2013)
- My Mistress, regia di Stephen Lance (2014)
- Cinquanta sfumature di grigio (Fifty Shades of Grey), regia di Sam Taylor-Johnson (2015)[163]

## Televisione
- A História de O, regia di Éric Rochat - serie TV (1992)
- Stocks & Bondage, episodio di Law & Order - Unità vittime speciali - serie TV (1999)
- Dirty Pictures, regia di Frank Pierson - film TV (2000)
- Me and My Slaves, episodio di The Dark Side Of Porn - serie TV (2006)
- Unnatural Vices, episodio di Wire in the Blood - serie TV (2008)
- The Man in Black: Peter Moore, episodio di Evil Up Close - serie TV (2012)

## Videogiochi
Clive Barker's Jericho del 2007 rappresenta alcuni nemici sadomaso, per esempio, il comandante Fräulein Hanne Lichthammer e il Governatore Cassus Vicus.
Larxene in Kingdom Hearts viene rappresentato come un sadico ed è considerato da tutti come tale.
In Grand Theft Auto: San Andreas CJ incontra un croupier in un casinò di Las Venturas particolarmente attaccato al BDSM, spesso parlando del suo desiderio di essere 'punito'.
In Manhunt 2 uno dei livelli del gioco si svolge all'interno d'un club sadomaso.

## Musica
- 1967: Venus in Furs.

Brano musicale del gruppo rock d'avanguardia The Velvet Underground, scritto da Lou Reed.
La canzone trae ispirazione dal romanzo Venere in pelliccia scritto da Leopold von Sacher-Masoch, includendo nel testo accenni al sadomasochismo, al bondage e alla dominazione/sottomissione sessuale; si tratta probabilmente della prima canzone pop contenente inequivocabili riconducibili alle relazioni sadomasochiste.
- 1967: Little Toy Soldier di David Bowie
- 1969: I Wanna Be Your Dog, ma anche Dirt nell'album Fun House (1970) e Gimme Danger in Raw Power (The Stooges) (1973), del gruppo The Stooges contengono tutte potenti allusioni e associazioni con la realtà del masochismo.
- 1976: Submission, brano contenuto in Never Mind the Bollocks, Here's the Sex Pistols dei Sex Pistols.

vengono qui utilizzato vai giochi di parole per trasmettere le ambiguità di un ossessivo apporto sadomaso.
- 1977: Whips & Furs (fruste e pellicce) e I Need a Slave (ho bisogno di uno schiavo) contenute entrambe in Pure Mania il primo album dei The Vibrators.

Due classici della musica punk che affrontano il tema dei giochini consensuali sadomaso.
- 1979: Bobby Brown Goes Down, un brano musicale scritto da Frank Zappa e contenuto nel suo album Sheik Yerbouti.

È il racconto di un giovanotto che si trasforma, da misogino adolescente qual era in principio, in un disc jockey omosessuale praticante di BDSM; questo dopo aver avuto un incontro sgradevole con un'attivista dei diritti delle donne.
- 1979: Whip in My Valise contenuto nella nuova versione del 1983 degli Adam and the Ants esprime un fascino nei confronti delle tematiche sadomaso piuttosto esplicito[164]. Ma anche molte altre tra le loro prime canzoni degli anni '70 come Rubber People[165], B-Side Baby[166], Ligotage[167] e Beat My Guest[168] descrivono altri tipi di feticci sessuali e similitudini col sadomaso.
- 1982: Melt!  contenuta in A Kiss in the Dreamhouse del gruppo post-punk Siouxsie and the Banshees.

Descrive un'intensa relazione romantica con termini evocanti un incontro sadomaso.
- 1983: Twisted Little Sister contenuta nell'album di debutto intitolato Sirens della band heavy metal Savatage; ma anche The Whip (La frusta) in The Dungeons Are Calling dell'anno seguente
- 1984: Master and Servant, singolo dei Depeche Mode, completata da effetti sonori di fruste e catene.
- 1988: Pleasure Slave, settima traccia contenuta in Kings of Metal dei Manowar
- 1989: Bed of Nails, sesta traccia dell'album Trash di Alice Cooper
- 1991: Pretty Tied Up dei Guns N' Roses.

Si parla di un incontro bondage tra una mistress e il suo cliente slave.
- 1992: Happiness in Slavery (Felicità nella schiavitù), singolo dei Nine Inch Nails.

La canzone prende il titolo dalla prefazione di Jean Paulhan al romanzo da lui fatto pubblicare nel 1954 Histoire d'O.
- 1992: Dominated Love Slave (testo scritto da Tré Cool), sesta traccia di Kerplunk, il secondo album pubblicato dai Green Day.

La vicenda viene raccontata dal punto di vista di un masochista sottomesso.
- 1999: Fetish e Baby Blue della raccolta Fetish di Joan Jett e le Blackhearts.

Brani incentrati sul tema del sadomasochismo.
- 2004: il videoclip di Missile, undicesima traccia di Kiss + Swallow, album di debutto di IAMX, mostra Chris Corner prima legato ad una sedia e poi legato con cinghie di cuoio mentre la sua ex fidanzata Sue Denim agisce su di lui come una mistress.
- 2010: Ich tu dir weh, secondo singolo proveniente dall'album Liebe ist für alle da della band tedesca Rammstein contiene esempi piuttosto estremi di sadomaso, abbastanza per far vietare la visualizzazione pubblica del videoclip e la vendita ai minori di 18 anni in Germania; ma successivamente il divieto è stato revocato. Diverse altre canzoni del gruppo hanno affrontato temi BDSM, come ad esempio Feuerräde e Bück dich (quest'ultima inoltre parla chiaramente di sesso anale tra due uomini).
- 2011: S&M, brano musicale di Rihanna, sfrutta un sample di Master and Servant, il brano dei Depeche Mode del 1984 che declama un testo improntato al sadomasochismo.[171]. Il video è stato immediatamente vietato in undici paesi grazie al suo contenuto apertamente sessuale[172]